# Боргето Санто Спирито
Боргѐто Санто Спѝрито (на италиански: Borghetto Santo Spirito; на лигурски: Borghetto, Боргето) е пристанищно градче и община в Северна Италия, провинция Савона, регион Лигурия. Разположено е на брега на Лигурско море, на лигурското Западно крайбрежие. Населението на общината е 5130 души (към 2011 г.).